# Дивергенция (математика)
Вижте пояснителната страница за други значения на Дивергенция.
Дивергèнцията е диференциален оператор от векторния анализ и представлява скалар, който определя сумарния поток на векторното поле през достатъчно малка повърхност около дадена точка. Дивергенцията се записва като {\displaystyle \operatorname {div} } и в триизмерна правоъгълна координатна система {\displaystyle (x,y,z)} се дефинира като:
{\displaystyle \operatorname {div} \,\mathbf {F} (x,y,z)=\nabla \cdot \mathbf {F} ={\frac {\partial F_{x}}{\partial x}}+{\frac {\partial F_{y}}{\partial y}}+{\frac {\partial F_{z}}{\partial z}},}
където {\displaystyle F_{x},F_{y},F_{z}} са {\displaystyle x,y,z} компонентите на векторната функция. 
Операцията дивергенция преобразува векторната функция в скаларна. Сумарният поток на полето е геометрична сума на входния поток, наречен сток, и изходния поток (изтòк) през елементарната повърхност около точката с координати ({\displaystyle x,y,z}).

## Определение
Определението за дивергенция изглежда така:
{\displaystyle \operatorname {div} \,\mathbf {F} =\lim _{V\rightarrow 0}{{\mathit {\Phi }}_{\ \mathbf {F} } \over V},}
където {\displaystyle \Phi _{\mathbf {F} }} е потокът на векторното поле {\displaystyle F} през сферична повърхност с площ {\displaystyle S}, ограничаваща обема {\displaystyle V}. Още по-обща и следователно удобна за използване е дефиницията, когато формата на област с повърхност {\displaystyle S} и обем {\displaystyle V} може да бъде произволна. Единственото изискване е тя да бъде вътре в сфера с радиус, клонящ към нула (т.е. цялата повърхност да е в безкрайно малка околност на дадена точка, което е необходимо, за да може дивергенцията да бъде локална операция и за която очевидно не е достатъчно повърхността и обемът на вътрешността му да клонят към нула). И в двата случая се подразбира, че
{\displaystyle {\mathit {\Phi }}_{\ \mathbf {F} }=\iint \limits _{S}\!\!\!\!\!\!\!\!\!\!\subset \!\supset \;({\vec {F}},d{\vec {S}}).}
Това определение, за разлика от даденото по-горе, не е обвързано с определени координати, например с декартови, което може да бъде допълнително удобство в определени случаи. (Например, ако изберете околност под формата на куб или паралелепипед, лесно се получават формули за декартови координати).
Дефиницията може лесно и пряко да се обобщи за всяко измерение {\displaystyle n} на пространството: в този случай обемът се разбира като {\displaystyle n}-мерен обем, а повърхността е ({\displaystyle n-1})-мерна площ на (хипер)повърхност със съответното измерение.

## Физична интерпретация
От гледна точка на физиката (както в строгия смисъл, така и в смисъла на интуитивния физичен образ на математическа операция), дивергенцията на векторно поле е индикатор за степента, в която дадена точка в пространството (по-точно, достатъчно малка околност на точка) е източник или приемник на това поле:
{\displaystyle \operatorname {div} \,\mathbf {F} >0} — точката на полето е източник на поток;
{\displaystyle \operatorname {div} \,\mathbf {F} <0} — точката на полето е приемник на поток;
{\displaystyle \operatorname {div} \,\mathbf {F} =0} — няма източници и приемници на поток или те взаимно се компенсират.
Прост, макар и може би донякъде схематичен пример е езеро (за простота, постоянна единична дълбочина с навсякъде хоризонтална скорост на водния поток, която не зависи от дълбочината, като по този начин дава двуизмерно векторно поле в двуизмерно пространство). Ако трябва да има по-реалистична картина, тогава можете да се разгледа хоризонталната проекция на скоростта, интегрирана по вертикалната пространствена координата, която ще даде същата картина на двуизмерно векторно поле върху двуизмерно пространство. За нашите цели картината качествено няма да се различава много от първата опростена картина, но количествено ще бъде нейно много реалистично обобщение. В такъв модел (както в първия, така и във втория вариант) изворите, бликащи от дъното на езерото, ще дадат положителна дивергенция на полето на скоростта на течението, а подводните оттоци (пещери, където водата изтича) ще дадат отрицателна дивергенция.
Дивергенцията на вектора на плътността на тока дава минус скоростта на натрупване на заряд в електродинамиката (тъй като зарядът се запазва, тоест не изчезва и не се появява, а може само да се движи през границите на някакъв обем, за да се натрупа в него или го излезе от него; а ако се появят или изчезнат някъде положителни и отрицателни заряди, те са само в равни количества). (Вижте Уравнение за непрекъснатост).
Дивергенцията на поле, което има силова природа (като на напрегнатостта на полето в електростатиката, електродинамиката или Нютоновата теория на гравитацията), определя същото положение на източниците на полето, които в тези случаи се наричат заряди (електрически заряд в случаите на електростатика и електродинамика, маса в случай на Нютонова гравитация). В тези теории дивергенцията на напрегнатостта на полето с точност до постоянен множител  е равна на плътността на заряда {\displaystyle \rho } (в електростатиката и електродинамиката – плътността на електрическия заряд, в случай на гравитация – плътността на масата; освен това, случаят на гравитацията се различава в знака на тази константа):
{\displaystyle \operatorname {div} \,\mathbf {E} ={\frac {1}{\varepsilon }}\rho }
за електрическо поле и плътност на електрическия заряд, в СИ;
{\displaystyle \operatorname {div} \,\mathbf {g} =-4\pi G\rho }
за нютоновото гравитационно поле.

## Геометрична интерпретация
Вероятно най-очевидната и най-проста обща геометрична интерпретация на дивергенцията (освен самата дефиниция, която също е доста геометрична) е интерпретацията, използваща нейните интегрални линии за представяне на векторното поле (наричани също силови линии в случай на полета със силова природа или токови линии в случай на поле на скоростта на поток от течност или газ). В точките, където се появяват нови линии (с посока встрани от тази точка) дивергенцията на полето е положителна. В точките, където линиите свършват (с посока на линията към точката), дивергенцията на полето е отрицателна. Там, където броят на линиите е постоянен по протежение на курса им, т.е. където толкова линии започват, толкова и завършват, има нулева дивергенция на полето.
- Това тълкуване се основава на споразумение, според което разглежданите линии са предмет на условието, че плътността на линиите в близост до дадена точка е пропорционална на големината на векторното поле в тази област линии произволно големи и дори безкрайни, само пропорционалността на плътността някъде към големината на вектора на полето е важна). В противен случай, разбира се, поне в случай на непрекъснато разпределение на източниците (зарядите), всяка интегрална линия на полето би могла да бъде продължена и идеята за тяхното начало или край някъде би имала малко значение, освен може би за дискретни места, а не непрекъснато разпределени източници.

Ако се вземе съвкупността от посоки на най-стръмното спускане на земната повърхност като векторно поле (в двумерно пространство), тогава дивергенцията ще покаже местоположението на върховете и падините. Дивергенцията ще бъде положителна при върховете, защото от тях започват посоките на спускане, и отрицателни при падините, в които посоките на спускане се събират. Това обаче по никакъв начин не определя знака или равенството на нула на дивергенцията на такова поле по склоновете. 

## Дивергенция във физиката
Дивергенцията е една от най-широко използваните операции във физиката. Това е едно от малкото основни понятия на теоретичната физика и е един от основните елементи на физическия език.
В стандартната формулировка на класическата теория на полето дивергенцията заема централно място (в алтернативните формулировки тя може да не е в самия център на изложението, но все пак остава важен технически инструмент и важна идея).
В електродинамиката дивергенцията е включена като основна конструкция в две от четирите уравнения на Максуел. Основното уравнение на теорията на Нютоновата гравитация в полева форма също съдържа дивергенцията (силите на гравитационното поле) като основна конструкция. В тензорните теории на гравитацията (преди всичко в общата теория на относителността, но и в алтернативните съвременни теории) основното уравнение на полето включва и дивергенция в някакво обобщение. Същото може да се каже за класическата (т.е. не квантовата) теория на почти всяко от фундаменталните полета, както експериментално известни, така и хипотетични.
От горните примери се вижда, дивергенцията е приложима и в чисто геометрични условия, и (особено често) за различни материални потоци: дивергенция в скоростта на течен или газов поток, дивергенция в плътността на електрически ток и др.

## Свойства
Следните свойства на дивергенцията могат да бъдат получени от обичайните правила за диференциране:
- Линейност: за всякакви векторни полета {\displaystyle \mathbf {F} } и {\displaystyle \mathbf {G} } и за всички реални числа {\displaystyle a} и {\displaystyle b}

{\displaystyle \operatorname {div} (a\mathbf {F} +b\mathbf {G} )=a\;\operatorname {div} \mathbf {F} +b\;\operatorname {div} \mathbf {G} }
Ако {\displaystyle \varphi } е скаларно поле и {\displaystyle \mathbf {F} } е векторно поле, тогава:
{\displaystyle \operatorname {div} \varphi \mathbf {F} =\operatorname {grad} \varphi \cdot \mathbf {F} +\varphi \;\operatorname {div} \mathbf {F} ,} или
{\displaystyle \nabla \cdot (\varphi \mathbf {F} )=(\nabla \varphi )\cdot \mathbf {F} +\varphi \;(\nabla \cdot \mathbf {F} ).}
Свойство, което свързва векторните полета {\displaystyle \mathbf {F} } и {\displaystyle \mathbf {G} }, дадени в триизмерно пространство, с ротацията:
{\displaystyle \operatorname {div} (\mathbf {F} \times \mathbf {G} )=\operatorname {rot} \mathbf {F} \cdot \mathbf {G} \;-\;\mathbf {F} \cdot \operatorname {rot} \mathbf {G} ,} или
{\displaystyle \nabla \cdot (\mathbf {F} \times \mathbf {G} )=(\nabla \times \mathbf {F} )\cdot \mathbf {G} -\mathbf {F} \cdot (\nabla \times \mathbf {G} ).}
Дивергенцията от градиент е лапласиан:
{\displaystyle \operatorname {div} \operatorname {grad} \varphi =\Delta \varphi .}
Дивергенцията от ротация е нула:
{\displaystyle \operatorname {div} \operatorname {rot} \mathbf {F} =0.}

## Дивергенция в ортогонални криволинейни координати
{\displaystyle \operatorname {div} (\mathbf {A} )=\operatorname {div} (\mathbf {q_{1}} A_{1}+\mathbf {q_{2}} A_{2}+\mathbf {q_{3}} A_{3})=}
{\displaystyle ={\frac {1}{H_{1}H_{2}H_{3}}}\left[{\frac {\partial }{\partial q_{1}}}(A_{1}H_{2}H_{3})+{\frac {\partial }{\partial q_{2}}}(A_{2}H_{3}H_{1})+{\frac {\partial }{\partial q_{3}}}(A_{3}H_{1}H_{2})\right]}, където {\displaystyle H_{i}} са коефициенти на Ламе.

### Цилиндрични координати
Коефициентите на Ламе са: {\displaystyle H_{r}=1;H_{\theta }=r;H_{z}=1}. Оттук:
{\displaystyle \operatorname {div} \mathbf {A} (r,\theta ,z)={\frac {1}{r}}{\frac {\partial }{\partial r}}(A_{r}r)+{\frac {1}{r}}{\frac {\partial }{\partial \theta }}(A_{\theta })+{\frac {\partial }{\partial z}}(A_{z}).}

### Сферични координати
Коефициентите на Ламе са: {\displaystyle H_{r}=1;H_{\theta }=r;H_{\phi }=r\sin {\theta }.} Оттук:
{\displaystyle \operatorname {div} \mathbf {A} (r,\theta ,\phi )={\frac {1}{r^{2}}}{\frac {\partial }{\partial r}}\left[A_{r}r^{2}\right]+{\frac {1}{r\sin {\theta }}}{\frac {\partial }{\partial \theta }}\left[A_{\theta }\sin {\theta }\right]+{\frac {1}{r\sin {\theta }}}{\frac {\partial }{\partial \phi }}{\big [}A_{\phi }{\big ]}.}

### Параболични координати
Коефициентите на Ламе са: {\displaystyle H_{\xi }={\frac {\sqrt {\xi +\eta }}{2{\sqrt {\xi }}}};H_{\eta }={\frac {\sqrt {\xi +\eta }}{2{\sqrt {\eta }}}};H_{\phi }={\sqrt {\eta \xi }}}. Оттук:
{\displaystyle \operatorname {div} \mathbf {A} (\xi ,\eta ,\phi )={\frac {4}{\xi +\eta }}{\frac {\partial }{\partial \xi }}\left[A_{\xi }{\frac {\sqrt {\xi ^{2}+\xi \eta }}{2}}\right]+{\frac {4}{\xi +\eta }}{\frac {\partial }{\partial \eta }}\left[A_{\eta }{\frac {\sqrt {\eta ^{2}+\xi \eta }}{2}}\right]+{\frac {1}{\sqrt {\xi \eta }}}{\frac {\partial }{\partial \phi }}{\Big [}A_{\phi }{\Big ]}.}

### Елиптични координати
Коефициентите на Ламе са: {\displaystyle H_{\xi }=\sigma {\sqrt {\frac {\xi ^{2}-\eta ^{2}}{\xi ^{2}-1}}};H_{\eta }=\sigma {\sqrt {\frac {\xi ^{2}-\eta ^{2}}{1-\eta ^{2}}}};H_{\phi }=\sigma {\sqrt {(\xi ^{2}-1)(1-\eta ^{2})}}.} Оттук:
{\displaystyle \operatorname {div} \mathbf {A} (\xi ,\eta ,\phi )={\frac {1}{\sigma (\xi ^{2}-\eta ^{2})}}{\frac {\partial }{\partial \xi }}\left[A_{\xi }{\sqrt {(\xi ^{2}-\eta ^{2})(\xi ^{2}-1)}}\right]+}
{\displaystyle +{\frac {1}{\sigma (\xi ^{2}-\eta ^{2})}}{\frac {\partial }{\partial \eta }}\left[A_{\eta }{\sqrt {(\xi ^{2}-\eta ^{2})(1-\eta ^{2})}}\right]+{\frac {1}{\sigma {\sqrt {(\xi ^{2}-1)(1-\eta ^{2})}}}}{\frac {\partial }{\partial \phi }}{\Big [}A_{\phi }{\Big ]}.}

## Дивергенция в произволни криволинейни координати и нейното обобщение
Формулата за дивергенцията на векторно поле в произволни координати (във всяко крайно измерение) може лесно да бъде получена от общата дефиниция по отношение на границата на съотношението поток към обем, като се използва нотацията на тензора на смесеното произведение и тензорната формула за обема.
Има обобщение на операцията дивергенция към действието не само върху вектори, но и върху тензори от по-висок ранг.
В общия случай дивергенцията се определя от ковариантната производна:
{\displaystyle \operatorname {div} =(\nabla \cdot )={\vec {R}}^{\alpha }\nabla _{\alpha }\cdot }, където {\displaystyle {\vec {R}}^{\alpha }} са координатни вектори.
Това позволява да се намеряте изрази за дивергенция в произволни координати за векторно поле:
{\displaystyle \nabla \cdot {\vec {v}}={\vec {R}}^{\alpha }\nabla _{\alpha }\cdot v^{i}{\vec {R}}_{i}=\nabla _{i}v^{i}}
или тензорно поле:
{\displaystyle \nabla \cdot T={\vec {R}}^{\alpha }\nabla _{\alpha }\cdot T^{ij}{\vec {R}}_{i}{\vec {R}}_{j}={\vec {R}}_{j}\nabla _{i}T^{ij}}.
В общия случай дивергенцията понижава ранга на тензора с 1.

### Свойства на дивергенцията на тензора
{\displaystyle \nabla \cdot {\vec {v}}{\vec {v}}={\vec {v}}\nabla \cdot {\vec {v}}+\left({\vec {v}}\cdot \nabla \right){\vec {v}}}

## Литературни източници
- Brewer, Jess H. DIVERGENCE of a Vector Field //   1999.  Архивиран от оригинала на 23.11.2007. Посетен на 26.01.2023.
- Rudin, Walter. Principles of mathematical analysis.   McGraw-Hill, 1976. ISBN 0-07-054235-X.
- Edwards, C. H. Advanced Calculus of Several Variables.   Mineola, NY, Dover, 1994. ISBN 0-486-68336-2.
- Gurtin, Morton. An Introduction to Continuum Mechanics.   Academic Press, 1981. ISBN 0-12-309750-9.
- Korn, Theresa M., Korn, Granino Arthur. Mathematical Handbook for Scientists and Engineers: Definitions, Theorems, and Formulas for Reference and Review.   New York, Dover Publications, January 2000. ISBN 0-486-41147-8. с. 157–160.